# Christian Malcolm
Christian Sean Malcolm (Cardiff, 3 giugno 1979) è un velocista britannico.

## Biografia
Nato a Cardiff, Galles, nel 1979, nel 1998 realizza la doppietta 100 e 200 m piani ai Mondiali juniores di Annecy, successi che gli valgono il titolo di atleta juniores dell'anno. Nello stesso anno partecipa anche ai Giochi del Commonwealth di Kuala Lumpur, dove si aggiudica l'argento dei 200 m piani fermando il cronometro a 20"29, nuovo record europeo di categoria e record gallese.
Nel 2000, sulla solita distanza, vince l'oro agli Europei indoor di Gand con il tempo di 20"54 e si classifica quinto ai Giochi olimpici di Sydney in cui, sia nelle batterie che in semifinale, abbassa il personale a 20"19.
È ancora argento ai Mondiali indoor di Lisbona del 2001 e quinto ai Mondiali di Edmonton, dove si qualifica anche per la finale dei 100 m piani in cui chiude sesto.
Nel 2002 arrivano altri piazzamenti come l'argento agli Europei indoor a Vienna, l'ottavo posto ai Giochi del Commonwealth e il quarto agli Europei di Monaco di Baviera. Negli anni successivi, complici anche gli infortuni che ne influenzeranno la preparazione, manca tutte le più importanti manifestazioni uscendo in semifinale ai Mondiali di Saint-Denis del 2003, ai Giochi olimpici di Atene del 2004 e ai Mondiali di Helsinki del 2005, dove comunque riesce a conquistare il bronzo con la staffetta 4×100 m, risultato che ripeterà anche due anni dopo ad Osaka.
Torna a grandi livelli soltanto nel 2008 ai Giochi di Pechino quando accede alla finale dei 200 m grazie ai tempi di ripescaggio. Qui conclude settimo ma, in seguito alle squalifiche di Churandy Martina e Wallace Spearmon, sale fino alla quinta posizione. Sale di nuovo su un podio internazionale nel 2010 con l'argento sui 200 m piani agli Europei di Barcellona in cui viene sconfitto solo dal giovane francese Christophe Lemaitre.

## Palmarès
| Anno                                  | Manifestazione          | Sede         | Evento      | Risultato  | Prestazione | Note                                     |
| ------------------------------------- | ----------------------- | ------------ | ----------- | ---------- | ----------- | ---------------------------------------- |
| In rappresentanza della Gran Bretagna |                         |              |             |            |             |                                          |
| 1997                                  | Europei juniores        | Lubiana      | 100 m piani | Argento    | 10"24       |                                          |
| 1997                                  | Europei juniores        | Lubiana      | 200 m piani | Oro        | 20"51       |                                          |
| 1997                                  | Europei juniores        | Lubiana      | 4×100 m     | Oro        | 39"62       |                                          |
| 1998                                  | Mondiali juniores       | Annecy       | 100 m piani | Oro        | 10"12       |                                          |
| 1998                                  | Mondiali juniores       | Annecy       | 200 m piani | Oro        | 20"44       |                                          |
| 1998                                  | Mondiali juniores       | Annecy       | 4×100 m     | Batteria   | dq          |                                          |
| 2000                                  | Europei indoor          | Gand         | 200 m piani | Oro        | 20"54       |                                          |
| 2000                                  | Giochi olimpici         | Sydney       | 200 m piani | 5º         | 20"23       |                                          |
| 2001                                  | Mondiali indoor         | Lisbona      | 60 m piani  | Batteria   | 6"77        |                                          |
| 2001                                  | Mondiali indoor         | Lisbona      | 200 m piani | Argento    | 20"76       |                                          |
| 2001                                  | Mondiali                | Edmonton     | 100 m piani | 6º         | 10"11       | Miglior prestazione personale            |
| 2001                                  | Mondiali                | Edmonton     | 200 m piani | 5º         | 20"22       |                                          |
| 2001                                  | Mondiali                | Edmonton     | 4×100 m     | Batteria   | dnf         |                                          |
| 2002                                  | Europei indoor          | Vienna       | 200 m piani | Argento    | 20"65       |                                          |
| 2002                                  | Europei                 | Monaco       | 200 m piani | 4º         | 20"30       | Miglior prestazione personale stagionale |
| 2002                                  | Europei                 | Monaco       | 4×100 m     | Finale     | dq          |                                          |
| 2003                                  | Mondiali                | Saint-Denis  | 200 m piani | Semifinale | 20"43       |                                          |
| 2003                                  | Mondiali                | Saint-Denis  | 4×100 m     | Finale     | dq          |                                          |
| 2004                                  | Giochi olimpici         | Atene        | 200 m piani | Semifinale | 20"77       |                                          |
| 2005                                  | Mondiali                | Helsinki     | 200 m piani | Semifinale | 21"09       |                                          |
| 2005                                  | Mondiali                | Helsinki     | 4×100 m     | Bronzo     | 38"27       | Miglior prestazione personale stagionale |
| 2007                                  | Mondiali                | Osaka        | 4×100 m     | Bronzo     | 37"90       | Miglior prestazione personale stagionale |
| 2008                                  | Giochi olimpici         | Pechino      | 200 m piani | 5º         | 20"40       |                                          |
| 2010                                  | Europei                 | Barcellona   | 200 m piani | Argento    | 20"38       | Miglior prestazione personale stagionale |
| 2011                                  | Mondiali                | Taegu        | 200 m piani | Semifinale | 20"88       |                                          |
| 2011                                  | Mondiali                | Taegu        | 4×100 m     | Finale     | dnf         |                                          |
| 2012                                  | Europei                 | Helsinki     | 4×100 m     | Finale     | dnf         |                                          |
| 2012                                  | Giochi olimpici         | Londra       | 200 m piani | Semifinale | 20"51       |                                          |
| 2012                                  | Giochi olimpici         | Londra       | 4×100 m     | Batteria   | dq          |                                          |
| In rappresentanza del Galles          |                         |              |             |            |             |                                          |
| 1998                                  | Giochi del Commonwealth | Kuala Lumpur | 200 m piani | Argento    | 20"29       |                                          |
| 2002                                  | Giochi del Commonwealth | Manchester   | 200 m piani | 8º         | 20"39       | Miglior prestazione personale stagionale |
| 2010                                  | Giochi del Commonwealth | Delhi        | 200 m piani | Bronzo     | 20"52       |                                          |

## Altre competizioni internazionali
2000
- Coppa Europa di atletica leggera ( Gateshead)

2001
- 4º alla Grand Prix Final ( Melbourne), 200 m piani - 20"55

2008
- Coppa Europa di atletica leggera ( Annecy)

2010
- 4º in Coppa continentale ( Spalato), 200 m piani - 20"75

## Riconoscimenti
- Atleta mondiale emergente dell'anno (1998)